# Paul Fourmarier
Paul Frédéric Joseph Lucien Laurent Fourmarier (Terhulpen, 25 december 1877 - Luik, 20 januari 1970) was een Belgisch geoloog en stratigraaf. Hij werd bekend door zijn onderzoek in verband met de structurele geologie en de tektoniek.

## Levensloop
Fourmarier voltooide het middelbaar onderwijs aan het Koninklijk Atheneum van Elsene en ging daarna naar de Université libre de Bruxelles waar hij het kandidaatsdiploma in de wetenschappen behaalde. Vervolgens ging hij naar de Universiteit van Luik waar hij in 1899 afstudeerde als burgerlijk mijningenieur. Daarna specialiseerde hij zich onder impuls van professor Max Lohest verder in de geologie en hij was in 1901 de allereerste ingenieur-geoloog die aan de Luikse universiteit afstudeerde.
Op voordracht van Lohest werd Fourmarier in 1901 assistent-geoloog aan de Luikse universiteit. In 1907 werd hij er repetitor, in 1920 docent en in 1927 volgde hij de inmiddels overleden Lohest op als hoogleraar op de leerstoel Algemene Geologie. In 1948 ging Fourmarier op emeritaat en werd op zijn leerstoel opgevolgd door Paul Michot.
In het jaar 1900 was Fourmarier al gestart bij de Dienst Mijnwezen, dat toezicht hield op de Belgische mijnbouwactiviteiten. Toen hij de dienst - na zijn benoeming tot docent aan de Luikse universiteit - in 1920 verliet, was hij er opgeklommen tot de graad van hoofdingenieur-directeur.
Fourmarier was lid van de Société géologique de Belgique waarvan hij in 1908 tot secretaris-generaal werd verkozen, een functie die hij gedurende 25 jaar behield. In 1927 werd hij lid van de Koninklijke Academie van België nadat hij in 1919 reeds corresponderend lid was geworden. Hij was in 1936 en in 1962 voorzitter van de academie. Van bij de oprichting in 1928 was hij lid van het Koninklijk Belgisch Koloniaal Instituut, dat later uitgroeide tot de Koninklijke Academie voor Overzeese Wetenschappen. Ook hier werd hij verkozen tot voorzitter van het instituut.
Hij kreeg een eredoctoraat aan de universiteiten van Grenoble (1942), Genève (1942), Parijs (1945) en Rijsel (1949). Hij was vanaf 1932 geassocieerd lid van de Franse Académie des sciences d'outre-mer en was erelid van de Roemeense Academie.

## Onderzoekswerk
Fourmarier was door zijn praktische kennis als ingenieur zeer veelzijdig. Hij deed vooral onderzoek op het gebied van de stratigrafie, de tektoniek, de mineralogie en de geodynamica. In het begin ging zijn aandacht vooral uit naar de studie van de geologie van de Belgische steenkoolbekkens en van de Ardennen maar gaandeweg breidde hij dit uit tot heel België en publiceerde een geologische kaart van het volledige grondgebied in 1930. De volledige beschrijving volgde in 1934 in het werk Vue d'ensemble de la géologie de la Belgique.
In 1913 vertrok Fourmarier naar Centraal-Afrika, deed er geologisch onderzoek en publiceerde in 1924 een geologische kaart van Belgisch-Congo. Hij was eveneens werkzaam in Tunesië. Na 1923 richtte hij zich ook toe op de geomorfologie en de hydrologie.
Hij was een internationale autoriteit op het gebied van de structurele geologie en de tektoniek.

## Prijzen en eerbetoon
- 1952: Penrose Gold Medal van de Society of Economic Geologists
- 1957: Wollaston Medal van de Geological Society in Londen
- 1965: Prix Albert Gaudry van de Société géologique de France

Als verzetsstrijder tijdens de beide wereldoorlogen werd Fourmarier eveneens onderscheiden. Na de Eerste Wereldoorlog kreeg hij de Britse Oorlogsmedaille en na de Tweede Wereldoorlog de Franse Verzetsmedaille.
Het mineraal Fourmarieriet is naar hem vernoemd.

## Paul Fourmarierprijs
In 1937 stelde de Koninklijke Academie van België de tienjaarlijkse Paul Fourmarierprijs voor geologische wetenschappen in ter bekroning van originele werken op het gebied van de geologie, de petrografie in relatie met het ontstaan en de evolutie van de rotsen, de fysische geografie en de paleontologie in verband met de algemene evolutie van de aarde. De prijs heeft een waarde van 1500 euro en werd voor het laatst uitgereikt in 2017.

## Werken (selectie)
Naast ruim 600 artikels in binnen- en buitenlandse geologische tijdschriften schreef hij onder meer de volgende werken:
- Le bassin dévonien et carboniférien de Theux, 1901 (proefschrift)
- La tectonique de l’Ardenne, 1907
- Les Grandes Lignes de la géologie et de la tectonique des terrains primaires de la Belgique, 1909 (samen met Max Lohest)
- Le Bassin charbonnier de la Lukuga: étude géologique de la région de la Lukuga et de la Lubumga au voisinage du lac Tanganika, 1913
- La tectonique du bassin houiller du Hainaut, 1916
- Observations géologiques au Djebel Slata et au Djebel Hameima (Tunisie centrale), 1922
- Observations sur la Nappe de Soiron du Massif de la Vesdre, 1928
- éléments de géologie, 1931
- Principes de géologie, 1933
- Vue d'ensemble de la géologie de la Belgique, 1934
- Hydrogéologie: introduction à l'étude des eaux, destinées à l'alimentation humaine et à l'industrie, 1939
- Prodrome d'une description géologique de la Belgique, van de Société géologique de Belgique, 1954 (Fourmarier leverde een belangrijke bijdrage en het werk is aan hem opgedragen)
- Observations sur la tectonique des environs de Chaudfontaine (massif de la Vesdre): les déchirures frontales de la nappe du Condroz, 1955
- Le granite et les déformations mineures des roches, 1959
- Le problème de la dérive des continents, 1967